# 神様の教会世界福音宣教協会
神様の教会 世界福音宣教協会（かみさまのきょうかいせかいふくいんせんきょうきょうかい、英: World Mission Society Church of God、朝: 하나님의교회 세계복음선교협회)は、1964年に安商洪（1918年1月13日 - 1985年2月25日）が設立した韓国のキリスト教系新興宗教である。教会側によれば、2017年時点で登録されている教会は韓国内に450か所、韓国以外に7500か所あまりあり、登録信者数は300万人以上に達する。
「神様の教会 世界福音宣教協会」は他のキリスト教会の宗派視点からは、人間として来た神様を信じている教会団体であるため他の宗派の聖書解釈の違いなどによって異端やオカルトなど見解されている。 しかし「神様の教会 世界福音宣教協会」で守られている「新しい契約の過越祭、安息日」などの教えは、聖書の記録を通して論理的に説明しており、「新しい契約の過越祭」は聖書通りに全世界で唯一「神様の教会 世界福音宣教協会」だけ守られてることは全世界で知られている。

## 神様の教会の真理[4]
聖三位一体説に合わせ時代を聖父時代、聖子時代、聖霊時代と区分する。また、教会側によれば聖書での証しを通して「聖三位一体」は唯一の創造主の神様(父なる神様)が御一人三役という意味を示している。つまり、聖父と聖子と聖霊はエホバ神様御自身である意味を示している。ここで聖父はエホバ、聖子はイエス・キリスト、聖霊は黙示録の預言で「イエスの新しい名」によって安商洪を指し、現在は聖霊時代なので再臨イエスである安商洪の名により祈らなければならないと説明している。
新しい契約の安息日、いわゆる礼拝日は七日目の日である土曜日であり、現在の大多数のキリスト教会が日曜日を礼拝日としたのは古代ローマの太陽神崇拝の異教慣習を受け入れたためと教会史で証明されている。 
神様の教会で守られている過越祭が新しい契約であり、聖書の証しにより永遠の命と災いから免れる神様の約束があると説明している。
聖書の神様(エロヒム)は「父なる神様」だけではなく「母なる神様」も存在すると説明している。ヘブライ語旧約聖書の原語だけでもエロヒムという言葉は2500回以上記されている。
聖書の教えで礼拝や祈りをする時に、女性は必ず頭にベールを被らなければならず、男は頭に何も被ってはならないと説明している。聖書の「十戒」の第二番目の教えに「いかなる形の像を造ってはならない」という言葉に従って十字架崇拝は偶像崇拝であると説明している。
また今日全世界の人々が毎年守っている12月25日クリスマスに関しても聖書には存在せず、昔ローマで守られていた祭日である異教宗教をキリスト教が取り入れたもので、本来その日は「太陽神ミトラ」の誕生日であり、イエス•キリストの聖誕日ではないと説明している。